# 吴砚农
吴砚农（1911年—1987年），天津人。中华人民共和国政治人物。
1931年，参加中国社会科学家联盟。1932年加入中国共产党。曾任中国社会科学家联盟组织部部长、共青团天津市委宣传部部长、冀西游击队政治部副主任，河北抗战学院教导主任，1939年4月调冀中行署任秘书长、行署副主任。1943年10月，调晋察冀边区政府任秘书长。1944年10月，调入晋察冀日报社任副社长兼总编辑，后担任中共天津市委书记。中华人民共和国成立后，担任天津市人民政府秘书长，中共天津市委宣传部部长兼统战部部长，中共天津市委副书记、书记处书记，河北省委书记处书记，国家经委副主任。